# Asura xantha
Asura xantha är en fjärilsart som beskrevs av George Thomas Bethune-Baker 1911. Asura xantha ingår i släktet Asura och familjen björnspinnare. Inga underarter finns listade i Catalogue of Life.